# Lijst van voetbalinterlands Ecuador - Estland
Deze lijst van voetbalinterlands is een overzicht van alle officiële voetbalwedstrijden tussen de nationale teams van Ecuador en Estland. De landen speelden tot op heden twee keer tegen elkaar. De eerste ontmoeting, een vriendschappelijke wedstrijd, werd gespeeld in Guayaquil op 9 februari 2003. Het laatste duel, eveneens een vriendschappelijke wedstrijd, vond plaats op 12 februari 2003 in Quito.

## Wedstrijden
| № | Plaats    | Datum            | Competitie        | Wedstrijd         | Uitslag |
| - | --------- | ---------------- | ----------------- | ----------------- | ------- |
| 1 | Guayaquil | 9 februari 2003  | Vriendschappelijk | Ecuador – Estland | 1 – 0   |
| 2 | Quito     | 12 februari 2003 | Vriendschappelijk | Ecuador – Estland | 2 – 1   |

## Samenvatting
| Competitie        | Totaal gespeeld | Winst Ecuador | Gelijk | Winst Estland | Doelsaldo Ecuador – Estland |
| ----------------- | --------------- | ------------- | ------ | ------------- | --------------------------- |
| Vriendschappelijk | 2               | 2             | 0      | 0             | 3 − 1                       |
| Totaal            | 2               | 2             | 0      | 0             | 3 − 1                       |

Wedstrijden bepaald door strafschoppen worden, in lijn met de FIFA, als een gelijkspel gerekend.

## Details

### Eerste ontmoeting
| Vriendschappelijk (Guayaquil, Ecuador, 9 februari 2003): |              | |
| Ecuador | 1 – 0        | Estland |
| Iván Hurtado 90' (pen.) | goals        | |
| Hernán Darío Gómez | bondscoach   | Arno Pijpers |
| José Cevallos Marlon Ayoví Iván Hurtado Augusto Poroso Luis Capurro 42' Edwin Tenorio Wellington Sánchez 70' Walter Ayoví 70' José Gavica 72' Otilino Tenorio 89' Nicolas Asencio 46' | opstellingen | Pavel Londak Teet Allas Andrei Stepanov Enar Jääger Erko Saviauk 90+4' Marko Kristal 90+3' Meelis Rooba Martin Reim Ott Reinumäe 74' Aleksander Saharov 90' Vjatšeslav Zahovaiko |
| Fricson George 42' Roberto Miña 46' Edison Méndez 70' Jhonny Baldeón 70' Cléber Chalá 72' Walter Calderón 89'                                                                         | wissels      | 74' Kert Haavistu 90' Dmitri Ustritski 90+3' Taavi Rähn 90+4' Joel Lindpere |
| Edison Méndez ??' | gele kaarten | |
| - Laatste interland van Luis Capurro (honderdste) voor Ecuador. |              | |

### Tweede ontmoeting
| Vriendschappelijk (Quito, Ecuador, 12 februari 2003): |              | |
| Ecuador | 2 – 1        | Estland |
| Jhonny Baldeón 24' Jhonny Baldeón 48' | goals        | 68' Vjatšeslav Zahovaiko |
| Hernán Darío Gómez | bondscoach   | Arno Pijpers |
| José Cevallos Marlon Ayoví Iván Hurtado Giovanny Espinoza Fricson George Edwin Tenorio Edison Méndez 63' Alfonso Obregón Cléber Chalá 82' Roberto Miña 22' Jhonny Baldeón 80' | opstellingen | Sergei Pareiko 46' Enar Jääger Sergei Hohlov-Simson 64' Taavi Rähn Urmas Rooba Meelis Rooba 85' Marko Kristal 46' Ott Reinumäe 81' Sergei Terehhov 55' Aleksander Saharov Vjatšeslav Zahovaiko |
| Franklin Salas 22' José Gavica 63' Walter Calderón 80' Alejandro Castillo 82'                                                                                                 | wissels      | 46' Teet Allas 46' Kert Haavistu 55' Indrek Zelinski 64' Andrei Stepanov 81' Andres Oper 85' Erko Saviauk                                                                                      |
| | gele kaarten | 41' Sergei Pareiko 86' Meelis Rooba |

FEF · A-internationals · Bondscoaches · Selecties · Statistieken · Ecuadoraans vrouwenelftal · Olympisch elftal · Ecuador U21 · Ecuador U20 · Ecuador U18 · Ecuador U17
1938 – 1949 ·
1950 – 1959 ·
1960 – 1969 ·
1970 – 1979 ·
1980 – 1989 ·
1990 – 1999 ·
2000 – 2009 ·
2010 – 2019 ·
2020 − 2029
WK 2002 · 
WK 2006 · 
WK 2014
1938 · 
1939 · 
1940 · 
1941 · 
1942 · 
1943 · 1944 · 
1945 · 
1946 · 
1947 · 
1948 · 
1949 · 
1950 · 1951 · 1952 · 
1953 · 
1954 · 
1955 · 
1956 · 
1957 · 
1958 · 
1959 · 
1960 · 
1961 · 1962 · 
1963 · 
1964 · 
1965 · 
1966 · 
1967 · 1968 · 
1969 · 
1970 · 
1971 · 
1972 · 
1973 · 
1974 · 
1975 · 
1976 · 
1977 · 
1978 · 
1979 · 
1980 · 
1981 · 
1982 · 
1983 · 
1984 · 
1985 · 
1986 · 
1987 · 
1988 · 
1989 · 
1990 · 
1991 · 
1992 · 
1993 · 
1994 · 
1995 · 
1996 · 
1997 · 
1998 · 
1999 · 
2000 · 
2001 · 
2002 · 
2003 · 
2004 · 
2005 · 
2006 · 
2007 · 
2008 · 
2009 · 
2010 · 
2011 · 
2012 · 
2013 · 
2014 · 
2015 · 
2016 · 
2017 ·
2018 ·
2019 ·
2020 ·
2021 ·
2022
Argentinië ·
Armenië ·
Australië ·
Bolivia · 
Brazilië ·
Bulgarije ·
Canada ·
Chili ·
Colombia ·
Costa Rica ·
Cuba ·
Denemarken ·
DDR ·
Duitsland ·
El Salvador ·
Engeland ·
Estland ·
Finland ·
Frankrijk ·
Griekenland ·
Guatemala ·
Haïti ·
Honduras ·
Ierland ·
Irak ·
Iran ·
Italië ·
Jamaica ·
Japan ·
Joegoslavië ·
Jordanië ·
Kaapverdië ·
Koeweit ·
Kroatië · 
Libanon ·
Mexico ·
Nederland ·
Nigeria ·
Noord-Macedonië ·
Oeganda ·
Oman ·
Panama ·
Paraguay ·
Peru ·
Polen ·
Portugal ·
Qatar ·
Roemenië ·
Saoedi-Arabië ·
Schotland ·
Senegal ·
Spanje ·
Trinidad en Tobago ·
Turkije · 
Uruguay ·
Venezuela ·
Verenigde Staten ·
Wit-Rusland ·
Zambia ·
Zuid-Afrika ·
Zuid-Korea ·
Zweden ·
Zwitserland
Costa Rica (2006) · 
Duitsland (2006) · 
Engeland (2006) · 
Frankrijk (2014) · 
Honduras (2014) · 
Nederland (2022) · 
Polen (2006) · 
Qatar (2022) · 
Zwitserland (2014)
EJL · A-internationals · Bondscoaches · Statistieken · Estisch vrouwenelftal · Olympisch elftal · Estland U21 · Estland U20 · Estland U19 · Estland U18 · Estland U17 · Estland U16
1920 – 1929 ·
1930 – 1939 ·
1940 – 1949 ·
1950 – 1990 · 
1990 – 1999 ·
2000 – 2009 ·
2010 – 2019 ·
2020 − 2029
OS 1924
1920 ·
1921 ·
1922 ·
1923 ·
1924 ·
1925 ·
1926 ·
1927 ·
1928 ·
1929 · 
1930 · 
1931 · 
1932 · 
1933 · 
1934 · 
1935 · 
1936 · 
1937 · 
1938 · 
1939 · 
1940 · 
1941 · 
1942 · 
1943 · 1944 · 
1945 · 
1946 · 
1947 · 
1948 · 
1949 · 
1950 – 1990 · 
1991 · 
1992 · 
1993 · 
1994 · 
1995 · 
1996 · 
1997 · 
1998 · 
1999 · 
2000 · 
2001 · 
2002 · 
2003 · 
2004 · 
2005 · 
2006 · 
2007 · 
2008 · 
2009 · 
2010 · 
2011 · 
2012 · 
2013 · 
2014 · 
2015 · 
2016 ·
2017 ·
2018 ·
2019 ·
2020
Albanië ·
Andorra ·
Angola ·
Antigua en Barbuda ·
Argentinië ·
Armenië ·
Azerbeidzjan ·
België ·
Bosnië-Herzegovina ·
Brazilië ·
Bulgarije ·
Canada ·
Chili ·
China ·
Cyprus ·
Denemarken ·
Duitsland ·
Ecuador ·
Egypte ·
El Salvador ·
Engeland ·
Equatoriaal-Guinea ·
Faeröer ·
Fiji ·
Filipijnen ·
Finland ·
Frankrijk ·
Georgië · 
Gibraltar ·
Griekenland ·
Hongarije ·
Hongkong ·
Ierland ·
IJsland ·
Indonesië ·
Irak ·
Israël ·
Italië ·
Jordanië ·
Kazachstan ·
Kirgizië ·
Kroatië ·
Letland ·
Libanon ·
Liechtenstein ·
Litouwen ·
Luxemburg ·
Malta ·
Marokko ·
Mexico ·
Moldavië ·
Montenegro ·
Nederland ·
Nieuw-Caledonië ·
Nieuw-Zeeland ·
Noord-Ierland ·
Noord-Macedonië ·
Noorwegen ·
Oekraïne ·
Oezbekistan ·
Oman ·
Oostenrijk ·
Polen ·
Portugal ·
Qatar ·
Roemenië ·
Rusland ·
Saint Kitts en Nevis ·
San Marino ·
Saoedi-Arabië ·
Schotland ·
Servië ·
Slovenië ·
Slowakije · 
Spanje ·
Tadzjikistan ·
Thailand ·
Trinidad en Tobago ·
Tsjechië ·
Turkije ·
Turkmenistan ·
Uruguay ·
Vanuatu ·
Venezuela ·
Verenigde Arabische Emiraten ·
Verenigde Staten ·
Vietnam ·
Wales ·
Wit-Rusland ·
Zweden ·
Zwitserland